# UGC 1198
UGC 1198 è una galassia ellittica visibile nella costellazione di Cefeo.
Si presenta piuttosto compatta, di forma ovaleggiante, simile ad un pallone da rugby.